# Rete tranviaria di Seattle (1884-1941)
La rete tranviaria di Seattle era la rete tranviaria a servizio della città di Seattle attiva dal 1884 al 1941. Dopo la chiusura della rete, solo nel 2007 la città di Seattle si è dotata di una nuova rete tranviaria.

## Storia
La prima tranvia a cavalli della Seattle Street Railway venne aperta nel settembre 1884, sviluppandosi lungo Occidental Avenue e Pike Street, nel centro città. Nel 1889, venne aperta la prima tranvia elettrica e nel 1892, la rete si estendeva per oltre 77 km. A partire dal 1899, cinque delle diverse aziende attive furono riunite sotto la Seattle Electric Railway.
Tra il 1902 e il 1912, la rete visse il suo periodo d'oro arrivando ad un'estensione di 326 km nel 1915. Nel 1912, il controllo dalla Seattle Electric Railway passò alla Puget Sound Traction, Light and Power Company e nel 1914 venne aperta anche la prima linea gestita direttamente dal governo cittadino, che il 31 marzo 1919 acquistò l'intera rete.
In seguito, a partire dagli anni 1920, la competizione delle automobili private iniziò ad avere effetti negativi sulla rete e all'inizio degli anni 1930 gli autobus iniziarono a sostituire alcune linee tranviarie. Nel 1938, la Seattle Municipal Street Railway andò in bancarotta e nell'aprile 1940 iniziarono ad essere attivate le prime linee filoviarie. Nel 1941, solo 2 linee rimanevano attive e il 13 aprile la carrozza N. 706 della linea 19 effettuò l'ultima corsa della rete.